# Acahuizotla
Acahuizotla är en ort i Mexiko.   Den ligger i kommunen Chilpancingo de los Bravo och delstaten Guerrero, i den södra delen av landet, 230 km söder om huvudstaden Mexico City. Acahuizotla ligger 831 meter över havet och antalet invånare är 1 148.
Terrängen runt Acahuizotla är kuperad söderut, men norrut är den bergig. Acahuizotla ligger nere i en dal. Runt Acahuizotla är det ganska tätbefolkat, med 100 invånare per kvadratkilometer. Närmaste större samhälle är Mazatlán, 8,4 km norr om Acahuizotla. I omgivningarna runt Acahuizotla växer huvudsakligen savannskog.